# Шнайдер, Даниэль
Даниэ́ль Шна́йдер (англ. Danielle Schneider) — американская актриса, комедиантка и сценарист.

## Биография
Даниэль окончила «Tisch School of the Arts» и «New York University».

## Карьера
Даниэль дебютировала в кино в 1999 году, сыграв роль покровителя духовности в эпизоде «Спагетти Иисуса» телесериала «Вертикальные граждане бригады». Всего Шнайдер сыграла в 24-х фильмах и телесериалах.
В 2007—2011 года Даниэль написала сценарии к трём фильмам и телесериалам.

## Личная жизнь
С июня 2008 года Даниэль замужем за актёром Мэттом Бессером (род.1967), с которым она встречалась 13 месяцев до их свадьбы. У супругов есть ребёнок (род. в июле 2013).

## Избранная фильмография
актриса
| Год  |    | Русское название              | Оригинальное название     | Роль                                      |
| ---- | -- | ----------------------------- | ------------------------- | ----------------------------------------- |
| 1999 | с  | Вертикальные граждане бригады | Upright Citizens Brigade  | покровитель духовности                    |
| 2007 | мс | Так и волшебная сила Жужу     | Tak and the Power of Juju | Лав Жужу (озвучивание)                    |
| 2008 | ф  | Сводные братья                | Step Brothers             | регистраторша                             |
| 2009 | ф  | Весенний отрыв                | Spring Breakdown          | девушка из женского общества 1991-го года |
| 2011 | с  | Счастливый конец              | Happy Endings             | Дайанн                                    |

сценарист
- 2011 — «Крошка из Беверли-Хиллз 2»/Beverly Hills Chihuahua 2